# Qui veut m'épouser ?
Qui veut m'épouser ? ou Le Gentleman célibataire au Québec (I Want to Marry Ryan Banks) est un téléfilm américano-canadien réalisé par Sheldon Larry, diffusé le 18 janvier 2004 sur ABC Family.

## Synopsis
Ryan Banks est un jeune et séduisant acteur devenu la proie idéale des paparazzi en raison de ses nombreuses frasques sentimentales. Victime de cette image, le jeune homme voit sa carrière mise en péril à chaque fois qu'un journal à scandales lève le voile sur l'une de ses dernières conquêtes féminines. Todd, le meilleur ami et manager de Ryan, a alors l'idée de redorer l'image de celui-ci grâce à une émission de télé-réalité. À la fin de celle-ci, les américains eux-mêmes devront choisir la future femme de Ryan. L'une des prétendantes, Charlie, semble parfaite pour ce rôle et devient très vite la préférée du public. Mais les choses se compliquent quand Todd et Charlie tombent amoureux l'un de l'autre.

## Fiche technique
- Réalisation : Sheldon Larry
- Scénariste : Chad Hodge (en)
- Société de production : Jaffe/Braunstein Films

## Distribution
- Jason Priestley (VF : Luq Hamet) : Ryan Banks
- Bradley Cooper (VF : Guillaume Lebon) : Todd Doherty
- Emma Caulfield (VF : Charlotte Marin) : Charlie Norton
- Mark L. Walberg : Stan
- Paige Jones : Jessica
- Nicole Oliver (en) (VF : Nathalie Duverne) : Trish
- Lauren Lee Smith (VF : Laura Préjean) : Lauren
- Leah Cairns : Mindy
- Allison Warnyca : Dana
- David Parker : Patrick
- Jennifer Kitchen (VF : Véronique Augereau) : Leslie Lyon
- Erin Karpluk (VF : Laëtitia Godès) : Nikki
- Cameron Bancroft : Larry
- Garwin Sanford : Ed Miller
- Melissa Barker-Sauer : Tristin
- Dianne Buermans : Fran
- Brenda Crichlow : Ellen Carter
- Moneca Delain : Ronnie
- Robyn Ross : Elise

Source et légende : Version française (VF) sur Doublagissimo et selon le carton du doublage français télévisuel.

## Accueil
Le téléfilm a été vu par environ 1,8 million de téléspectateurs lors de sa première diffusion.